# Lîhaciîha, Volodarka
Lîhaciîha (în ucraineană Лихачиха) este un sat în comuna Matviiha din raionul Volodarka, regiunea Kiev, Ucraina.

## Demografie
Componența lingvistică a localității Lîhaciîha
     Ucraineană (97,66%)
     Rusă (2,34%)
Conform recensământului din 2001, majoritatea populației localității Lîhaciîha era vorbitoare de ucraineană (97,66%), existând în minoritate și vorbitori de rusă (2,34%).